# Karolina Francová
Karolina Francová, rozená Tobišková (* 8. října 1974 Liberec), je právnička a česká spisovatelka působící v žánru a sci-fi a fantasy.

## Život
S prvními literárními pokusy začala v roce 1996. Napsala několik povídek, ale brzy se začala orientovat na delší práce a v současnosti již povídky téměř nepíše. Má v oblibě moderní sci-fi romány s propracovanou psychikou hrdinů (Octavia Buttlerová, Dan Simmons, Orson Scott Card), ale i starší klasiku (např. Dunu). Neodmítá však ani Tolkiena. Kromě psaní ji zajímá hlavně literatura a film. Pracuje jako právnička v Liberci.

### Povídky
- Vražda (vyšlo 1999 v Ikarii, ještě pod rodným jménem Tobišková)
- Sídliště (vyšlo 2001 v Ikarii)
- Poznej sám sebe (vyšlo 2002 v antologii 2101: Česká odysea v Mladé frontě)
- Navěky (vyšlo 2009 v Tritonu) v Agent JFK speciál - Svůj svět si musíme zasloužit

### Romány
- Algar Tarch (vyšlo 2001 v nakladatelství Straky na vrbě)
- Život je rafinované peklo (vyšlo 2002 ve Sbírce vítězných prací Karla Čapka MLOK)
- Arien (vyšlo 2003 v Tritonu)
- Kaynova doba (vyšlo 2004 v Tritonu)
- Zrádce (vyšlo 2006 v Tritonu)
- Agent JFK 15 - Věk mloků (vyšlo 2008 v Tritonu)
- Agent JFK 25 - Soumrak Camelotu (vyšlo 2011 v Tritonu)
- Zlatý plamen, (vyšlo 2011 v Tritonu)

## Ocenění
- 2002 Cena Karla Čapka MLOK za román Život je rafinované peklo
- 2004 Trifid za román Kaynova doba
- 2006 Trifid za román Zrádce
- 2008 Trifid za román Zlatý plamen